# Угличская минеральная вода
Угличская минеральная вода — минеральная питьевая лечебно-столовая вода. Источник расположен в левобережной части города Углича Ярославской области. Рядом с источником, на берегу реки Корожечна построен бювет.

## Легенда
По легенде, больной медведь, проходя через угличские земли, спасался от своих преследователей. Силы его были на исходе, когда он наткнулся на бьющий из-под земли ключ. Припал к нему, испил живительной влаги и почувствовал себя бодрым и исцеленным. Говорят, что это был хозяин земли Ярославской — Большой медведь.

## История
Угличское месторождение минеральных вод известно с 1903 года, когда в Угличе была пробурена скважина № 1 глубиною 157 метров, вскрывшая напорные минеральные воды. Позже эти воды, с минерализациея порядка 4,6 г/дм³, стали использовать для розлива в бутылки для лечебно-столового питья. В настоящее время скважина № 1 ликвидирована и с 1963 года минеральная вода выводится из скважины № 2/63 глубиной 170 метров.
В геолого-структурном отношении Угличское месторождение приурочено к приосевой части Московской синеклизы в пределах Угличско-Галичского прогиба. Сложно дислоцированные породы кристаллического фундамента архейского, нижне- и среднепротерозойского возраста вскрываются на глубинах порядка 2.1-2.8 км. Осадочный комплекс перекрыт четвертичными образованиями. Водоносная толща пермо-триасового горизонта перекрыта юрским киммеридж-келловейским региональным водоупором, в силу чего упомянутый горизонт надежно изолирован от вышележащих слабоминерализованных и пресных вод, а также от загрязнения поверхностными стоками. Особенности тектонического и геолого-гидрогеологического строения недр в районе Углича обусловливают устойчивый самоизлив скважины № 2/63, вскрывающей пермо-триасовый водоносный слой, и её высокий дебит.

## Химический состав
Лечебно-столовая вода «Угличская» добывается и разливается непосредственно на скважине № 2/63 (ГВК 7812004114) г. Углич, глубина 170 метров. По химическому составу вода скважины № 2/63 является маломинерализованной (общая минерализация колеблется в пределах 2.0-5.0 г/л) хлоридно-сульфатной кальциево-натриевой без специфических компонентов и свойств, по органолептическим свойствам представляющая собой прозрачную бесцветную жидкость характерного приятного вкуса, без запаха и осадка.
Угличская минеральная вода дала наименование группе минеральной воды по ГОСТ 13273-88. XV группа, наименование типа воды «Угличская».
|          | Концентрация, мг/л |
| -------- | ------------------ |
| Анионы:  |                    |
| HCO3−    | 70-120             |
| SO42−    | 2000-2350          |
| Cl−      | 500-600            |
| Катионы: |                    |
| Ca2+     | 250-350            |
| Mg2+     | 100—170            |
| Na+ + K+ | 700—900            |

Общая минерализация 3,5—4,5 г/дм ³.

## Применение
В соответствии с ГОСТ, угличская минеральная вода применяется при:
- хронических гастритах:
  - с нормальной секреторной функцией желудка;
  - с повышенной секреторной функцией желудка;
  - с пониженной секреторной функцией желудка;
- неосложненной язвенной болезни желудка и двенадцатиперстной кишки. Болезни оперированного желудка по поводу язвенной болезни желудка и двенадцатиперстной кишки;
- хронических колитах и энтероколитах;
- хронических заболеваниях печени и желчевыводящих путей: гепатиты, холециститы, ангиохолиты различной этнологии без склонности к частым обострениям, холецистит калькулезный, за исключением форм, осложненных инфекциями и частыми обострениями, а также требующих оперативного вмешательства. Постхолецистэктомический синдром;
- хронических панкреатитах;
- хронических заболеваниях мочевыводящих путей.

## Производитель
- ООО «Завод «Воды Углича». Принят в эксплуатацию в 2005 году.
- ООО «Угличский завод минеральной воды». Принят в эксплуатацию 10 января 1975 года.[5]